# Mesorregión del Bajo Amazonas
La mesorregión del Bajo Amazonas es una de las seis mesorregiones del estado brasileño de Pará. Es formada por la unión de catorce municipios agrupados en tres microrregiones.

## Microrregiones
- Almeirim
- Óbidos
- Santarém

- Datos: Q2721332